# Karl Willy Beer
Karl Willy Beer, auch Carl Willy Beer, (* 5. Mai 1909 in Brieg, Schlesien; † 15. Oktober 1979) war ein deutscher Journalist.

## Leben
Beer studierte Germanistik in Berlin und promovierte 1934 zum Doktor der Philosophie. Unter Paul Scheffer war er Redakteur beim Berliner Tageblatt und nach dessen Einstellung am 31. Januar 1939 politischer Redakteur der Deutschen Allgemeinen Zeitung, wo er nach dem Impressum vom 1. Februar 1939 als Fachmann für „Inneres“ galt. Außerdem war er für die NS-Wochenzeitung Das Reich tätig.
Beim Tageblatt hatte Beer bisweilen Ärger mit den NS-Machthabern, etwa als er 1934 zum Vorgehen der Nationalsozialisten gegen die römisch-katholische Kirche schrieb, die Geschichte werde in dieser Angelegenheit „das letzte Wort“ haben. Auf Anweisung von Propagandaminister Joseph Goebbels wurde daraufhin die gesamte Auflage beschlagnahmt und Beer vorübergehend mit einem Hausverbot belegt. Paul Scheffer verteidigte Beer gegenüber Goebbels mit den Worten: „Jungen Pferden fährt man nicht in die Transe. Das verdirbt sie fürs Leben.“ Für einen vergleichsweise kritischen Beitrag über die Hitlerjugend soll Beer in der Redaktion sogar von einem aufgebrachten NS-Funktionär tätlich angegriffen worden sein.
Nach seinem erzwungenen Wechsel zur Deutschen Allgemeinen Zeitung gehörte er als Schriftleiter zu denjenen Personen, die vom Reichsministerium für Volksaufklärung und Propaganda als Wort-, Bild- oder Kriegsberichter eingesetzt worden sind. Er profilierte sich als rabiater Kriegsberichterstatter der Propagandakompanie mit linientreuen Berichten von der Ostfront, in dem er Menschen in der Sowjetunion als „erbarmungswürdigste, aber auch gefährlichste Masse“ beschrieb und den Bolschewismus als „Monstrum“ bezeichnete, der eine „zu wildester Verteidigungswut angetriebene Masse“ in Bewegung setze. Beer schrieb am 18. Oktober 1942 im Reich in Goebbels’ Auftrag groß aufgemacht über die Schlacht von Stalingrad und behauptete dort: „Die Bolschewisten haben sich in Stalingrad selber abgeurteilt. Aber vor ihrem Ende zeigte sich noch einmal, wie noch wohl nie bisher, zu welcher Selbstvernichtung sie fähig sind. Mit Stalingrad wankt die Sowjetfront.“ Von der Stadt werde nicht mehr zurückbleiben „als das Chaos“. Wegen seines angepassten Verhaltens wird der Journalist von Historikern als „purer Durchhalte-Propagandist und Nationalsozialist“ eingestuft, der 1939 hymnische Artikel über Adolf Hitlers angebliches Privatleben verfasste und noch in der Endphase des Krieges zur Hebung der Kampfmoral beigetragen habe. So pries er „die alte ewige Waffe des unüberwindlichen deutschen Kämpfertums“, die „schließlich jede gigantische Schlacht“ entscheide. Nach dem Krieg versuchte Beer wie viele andere, die Verantwortung für seine Texte auf Vorgesetzte abzuschieben. So behauptete er, der NS-Pressechef Otto Dietrich habe seine Artikel vollständig umgeschrieben.

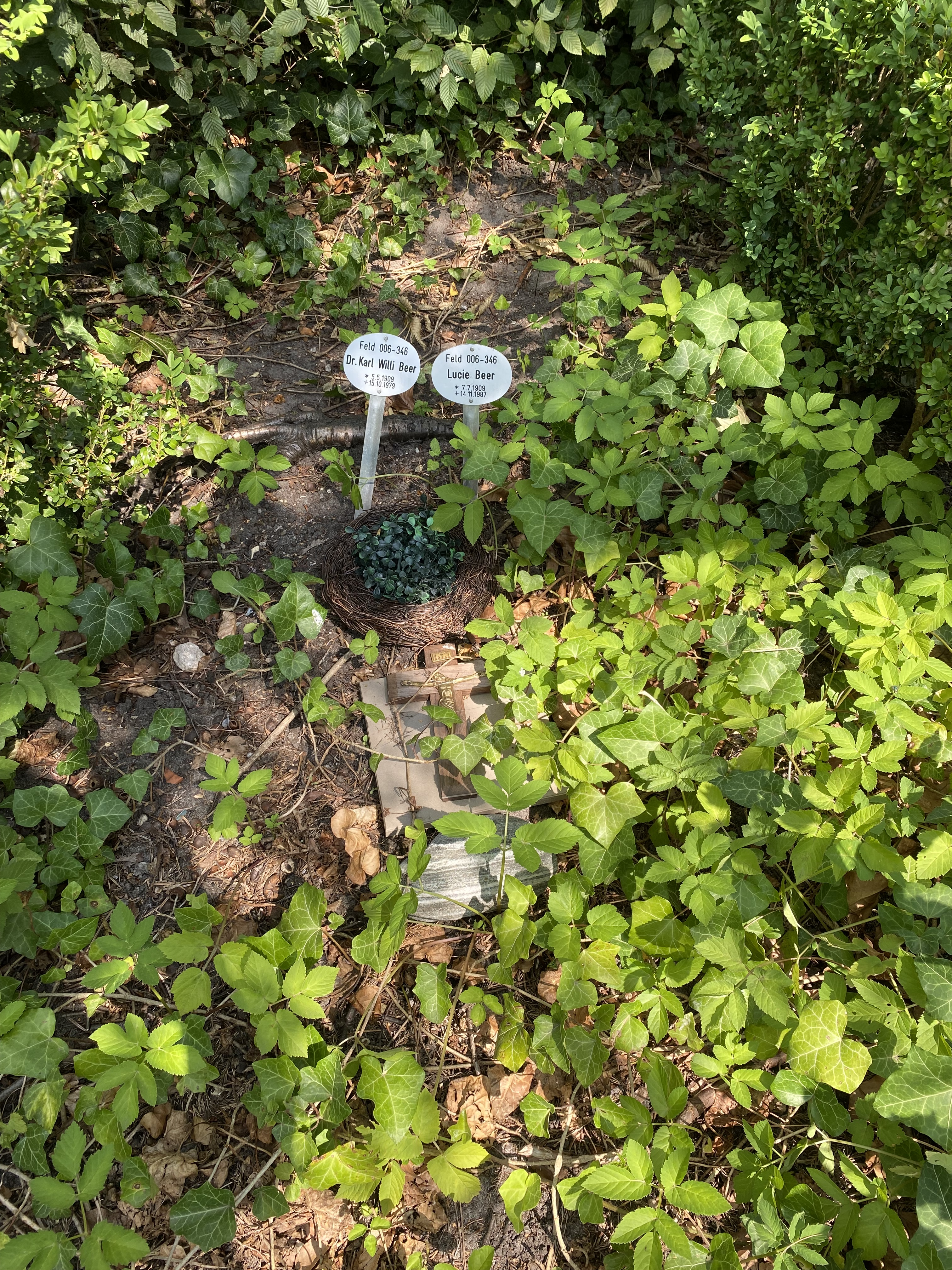
Grabstätte auf dem Friedhof Zehlendorf

Im Januar 1945 kehrte die in Breslau evakuierte Familie Beer nach Berlin zurück. Unter dem Pseudonym Matthias Menzel veröffentlichte er 1946 die NS-kritischen Tagebuch-Aufzeichnungen Die Stadt ohne Tod, die im Tagesspiegel vom 19. August 1946 als „Persilschein-Literatur“ kritisiert wurden, da Beer als NS-Journalist „den ganzen Krieg über“ den Reich-Artikeln von Goebbels Konkurrenz gemacht habe. Beer selbst verteidigte sich in seinem Tagebuch mit der Behauptung, er habe immer wieder kritische Nuancen in seine Texte für die DAZ eingeschmuggelt: „Von denen, die heute Zeitung machen und schreiben, wissen nur noch wenige, dass das Wort noch eine Waffe des Widerstandes, eine letzte gebliebene Waffe ist. Nicht das strahlende und offene meine ich, das merken ja die Vögte und Schergen, aber das unbestechliche, das umdeutende, das nuancierende Wort, das peinlich das in allen Lebenssparten festgenistete Vokabular der Herrschenden vermeidet. Je mehr verboten ist, desto wichtiger wird der Umweg.“
In der Presse der Bundesrepublik nahm er einflussreiche Positionen ein und war unter anderem als freier Mitarbeiter für das Presse- und Informationsamt der Bundesregierung tätig. Für die Hamburger Wochenzeitung Die Zeit, zu der er unter deren Chefredakteur Richard Tüngel gestoßen war, schrieb er bis 1956 als Berliner Korrespondent und politischer Kommentator, unter anderem erneut über Stalingrad. Von 1953 bis 1957 war er Chefredakteur der Deutschen Korrespondenz, von 1957 bis 1963 bei Der Tag und von 1956 bis 1978 bei der Politischen Meinung. Zudem war er Kommentator beim Nordwestdeutschen Rundfunk (NWDR).
Seine Grabstätte befindet sich auf dem Friedhof Zehlendorf.

## Zitat
Die Deutschen: Man hat es schwer, sich zu ihnen zu zählen. Wie jetzt viele, besonders die, die vorher die braune Uniform trugen und Hosianna schrien, kriechen, winseln, schmeicheln - das ist ohne Scham. Mag die Angst vor der Sühne groß sein - der Krieg hat europäische Beispiele nationaler Haltung für die Deutschen geliefert. (...) Freilich war immer zu befürchten, dass die Überfütterung mit Pathos, der Verschleiß nationaler Werte, die billige Verluderung bester Tugenden des Volkes den deutschen Charakter brechen müssten. - Karl Willy Beer, 1946

## Ehrungen
- 1969: Verdienstkreuz 1. Klasse der Bundesrepublik Deutschland

## Werke
- (mit anderen): Unser Kampf in Frankreich vom 5. Juni bis 25. Juni 1940. Bruckmann, München 1941.
- Matthias Menzel (d. i. Karl Willy Beer): Die Stadt ohne Tod. Berliner Tagebuch 1943/45. Habel, Berlin 1946, DNB 453311660.
- (mit anderen): Europa. Von der Idee zur Wirklichkeit. Das Zahlenbildbuch für Europäer. Berlin, Bielefeld 1951.

## Nachlass
Der wissenschaftliche schriftliche Nachlass von Karl Willy Beer wird heute im Archiv für Christlich-Demokratische Politik der Konrad-Adenauer-Stiftung Sankt Augustin verwaltet. Er umfasst neben Kriegstagebüchern, Manuskripten und Zeitungsartikeln auch Persönliches.